# أولاد حجاج الترس (سيدي المكي)
أولاد حجاج الترس هي إحدى مشيخات المملكة المغربية، تتبع جغرافيا لإقليم برشيد وإداريًا لسيدي المكي. يقدر عدد سكانها بـ 10983 نسمة حسب الإحصاء الرسمي للسكان والسكنى لسنة 2004.